# Theodorus Frederik van Capellen

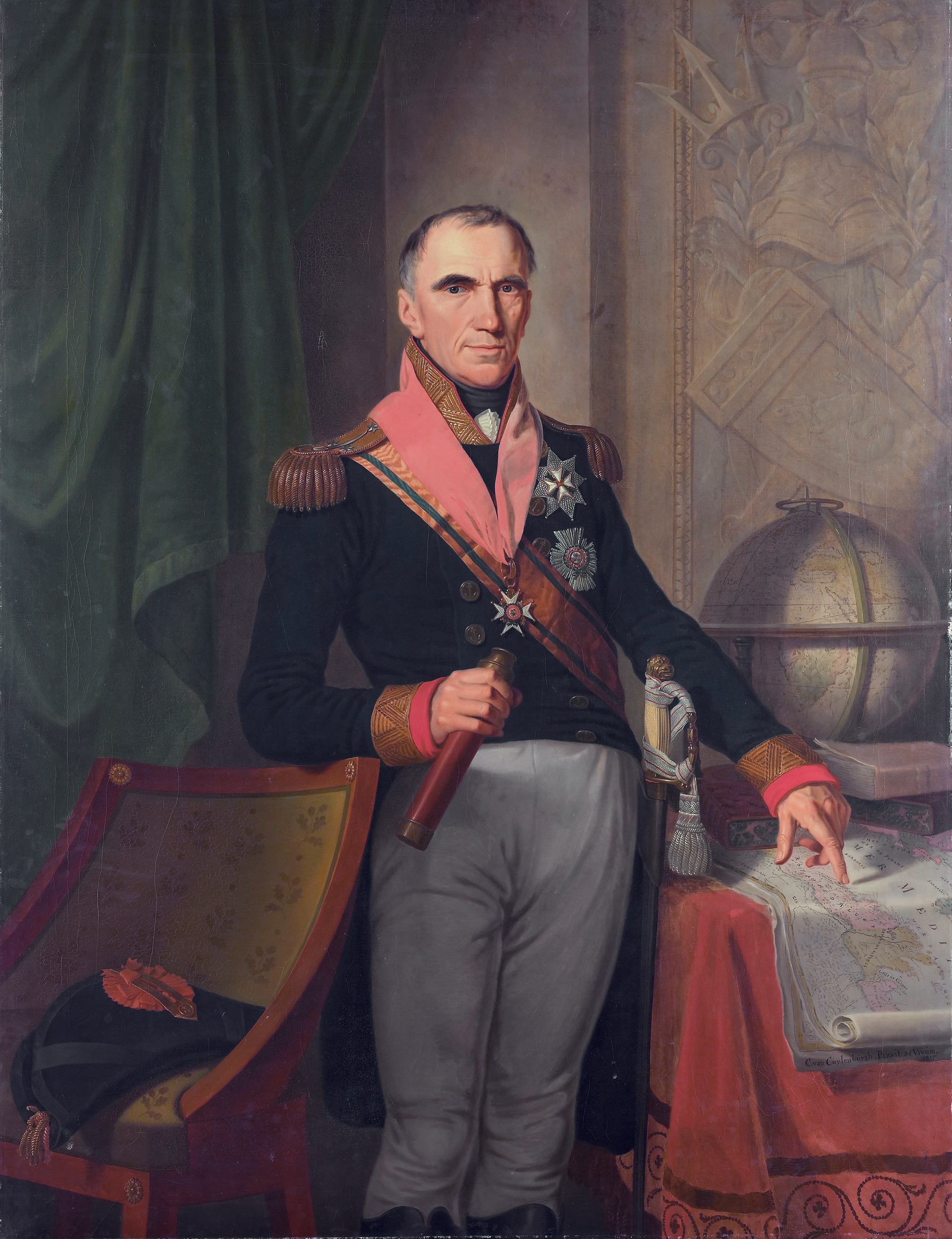
Theodorus Frederik van Capellen, målad av Cornelis van Cuylenburgh.

Theodorus Frederik van Capellen, född den 6 september 1762 i Nijmegen, död den 15 april 1824 i Bryssel, var en holländsk baron och sjöofficer.
van Capellen kom i sjötjänst 1772 och deltog i en mängd sjöexpeditioner. Åren 1792-93 utmärkte han sig som befälhavare över åtskilliga 
kanonbåtar mot fransmännen. Efter nya sjöresor utnämndes van Capellen till konteramiral (schoutbynacht), men övergick 1799 med en del av sina fartyg till engelsmännen och blev därför in contumaciam dömd till döden. År 1813 återvände han emellertid till Holland och blev viceamiral. När holländska flaggan 1816 skymfades av Alger, utnämndes van Capellen till befälhavare över holländska flottan i Medelhavet. Som sådan hade han en betydande del i den algeriska flottans och staden Algers uppbränning samt de kristna fångarnas befrielse och erhöll därför en offentlig tacksamhetsbetygelse av engelska parlamentet. Därefter levde van Capellen i stillhet, tills han 1822 blev hovmarskalk hos prinsen av Oranien.